# Pledging My Time
"Pledging My Time" é uma canção de blues escrita pelo músico norte-americano Bob Dylan para o álbum Blonde on Blonde, de 1966. Foi gravada em 8 de março, em Nashville, Tennessee, com músicos veteranos da cidade e o guitarrista canadense Robbie Robertson. Foi lançada no mês seguinte pela Columbia Records como o lado B do single "Rainy Day Women #12 & 35", uma gravação de sucesso nos Estados Unidos e na Grã-Bretanha. As duas músicas também introduzem Blonde on Blonde, que foi oficialmente lançado em 16 de maio, e hoje é considerado um dos melhores álbuns de todos os tempos.

## Contexto
"Pledging My Time" é um blues de oito compassos que vários escritores ligam às influências de lendas do Chicago blues, como Elmore James e Muddy Waters, bem como dos grandes nomes do blues do Mississippi Robert Johnson e Mississippi Sheiks. Dylan foi exposto ao gênero pela primeira vez na adolescência durante os anos 1950. Ele escreveu e gravou um punhado de músicas de blues para seus primeiros álbuns acústicos, mas começou a focar no gênero com seu álbum Highway 61 Revisited de 1965, que continha várias faixas de blues elétrico.
No início do outono de 1965, cerca de um mês após o lançamento de Highway 61, Dylan estava de volta aos estúdios da Columbia em Nova Iorque para começar a trabalhar em seu próximo álbum. Após cinco sessões que foram estendidas até o início de 1966 e produziram apenas uma faixa utilizável, Bob Johnston, produtor do estúdio, o convenceu a transferir as gravações para Nashville, onde já havia trabalhado no lendário Music Row.
O cantor, que estava na etapa norte-americana de sua turnê mundial de 1966, chegou a Nashville em meados de fevereiro com apenas algumas novas músicas em mente e apenas dois músicos das sessões de Nova Iorque, o guitarrista Robbie Robertson e o organista Al Kooper. Johnston reuniu uma banda de estúdio que incluía alguns dos melhores músicos de Nashville, incluindo o baterista Kenny Buttrey, o tecladista Hargus "Pig" Robbins, o baixista Henry Strzelecki e os guitarristas Charlie McCoy, Wayne Moss e Joe South.
Depois de três dias de gravação com seu novo conjunto, deixou Nashville para tocar em oito concertos que o levaram da Nova Inglaterra para o Canadá e Flórida. Ele retornou ao Music Row, e em 8 de março o grupo lançou três novas músicas, "Absolutely Sweet Marie", "Just like a Woman" e "Pledging My Time". Apenas duas tomadas completas da música foram gravadas, a segunda sendo a principal. (A primeira tomada foi lançada em The Bootleg Series Vol. 12: The Cutting Edge 1965–1966 em 2015.) Dylan terminou gravando mais duas sessões naquela semana.
A música foi lançada no mês seguinte, em abril, como o lado B de "Rainy Day Women #12 & 35". O single alcançou o 2º lugar na Billboard Hot 100 e o 7º na UK Singles Chart. Blonde on Blonde foi lançado como um álbum duplo em meados de maio com "Rainy Day Women" e "Pledging My Time" como suas duas primeiras faixas. Em 2003, o álbum ficou em 9º lugar na lista das "500 Maiores Álbuns de Todos os Tempos" da revista Rolling Stone.

## Influências e significado
"Pledging My Time" abre com a gaita de Dylan, assim como outras 10 das 14 músicas do álbum. A música prossegue num ritmo lento e pulsante, estabelecido pela bateria de Ken Buttrey, com a guitarra de Robbie Robertson e o piano de Hargus "Pig" Robbins, criando o pesado som do Chicago blues. Segundo o escritor Andy Gill, a música tem um "ambiente de clube noturno esfumaçado", enquanto autor Oliver Trager em Keys to the Rain: The Definitive Bob Dylan Encyclopedia descreve o cantor como parecendo "relutante, cansado e talvez até um pouco drogado".
Gill observa que, após o "bom humor" de "Rainy Day Women # 12 & 35", a primeira faixa do lado um, "'Pledging My Time' define o tom úmido e emocionalmente opressivo" no resto do álbum. A letra da música é centrada num namorado se comprometendo com sua namorada, "esperando que [ela] também supere isso." As imagens incluem a "dor de cabeça infernal" do cantor, um vagabundo roubando sua amante, o pensamento de o relacionamento não dar certo, e o quarto abafado onde todo mundo se foi, exceto por ele e sua namorada e ele "não pode ser o último a sair".
No livro Wicked Messenger: Bob Dylan in the 1960s, o crítico Mike Marqusee escreveu que o verso de fechamento "sugere uma traição sombria que é ao mesmo tempo portentosa e assustadoramente desprovida de significado":

| Well they sent for the ambulance And one was sent Somebody got lucky But it was an accident Now I'm pledging my time to you Hopin' you'll come through too. | Bem, eles pediram uma ambulância e uma foi enviada. Alguém teve sorte. Mas foi um acidente estou oferecendo meu tempo para você Esperando que você também supere isso. |  |

A estreia de "alguém teve sorte" oferece uma pista sobre uma das inspirações da música. Marqusee e Trager apontam para a semelhança entre "Pledging My Time" e "Come On in My Kitchen" de Robert Johnson, especialmente em relação ao verso "algum palhaço teve sorte".

| Ah the woman I love Took from my best friend Some joker got lucky Stole her back again You better come on in my kitchen Babe it going to be rainin outdoors | Ah, a mulher que eu amo tomou do meu melhor amigo Algum palhaço teve sorte Roubei-a de volta É melhor você vir na minha cozinha Querida vai estar chovendo ao ar livre |  |

—Robert Johnson, "Come On in My Kitchen"
Outras influências prováveis incluem o clássico de Elmore James, "It Hurts Me Too" e "Sitting on Top of the World", de Mississippi Sheiks.

## Performances ao vivo e regravações
Dylan negligenciou "Pledging My Time" em apresentações de concertos por mais de duas décadas. Em 1987 reviveu a música junto com várias outras que ele não havia tocado ao vivo em uma série de seis concertos com The Grateful Dead. Também incluiu a música em sua turnê naquele ano com Tom Petty and the Heartbreakers. Quando começou sua Never Ending Tour em 1989, "Pledging My Time" estava no repertório, e ele continuou a apresentá-la em concerto no final dos anos 90.
A música foi regravada pela banda psicodélica japonesa The Apryl Fool em 1969 para o seu único álbum auto-intitulado. Luther "Guitar Junior" Johnson gravou uma versão da música em 1999 que apareceu em várias compilações de blues, incluindo três tributos a Dylan. Além disso, o cantor e compositor americano Greg Brown gravou "Pledging My Time" para Nod to Bob, um álbum de 2006 de vários artistas lançado por ocasião do 65º aniversário do músico.